# Miejska Biblioteka Publiczna w Świdnicy
Miejska Biblioteka Publiczna w Świdnicy im. Cypriana Kamila Norwida – samorządowa instytucja kultury organizowana przez miasto Świdnica. Nadzór merytoryczny nad działalnością Biblioteki sprawuje Wojewódzka i Miejska Biblioteka Publiczna im. Tadeusza Mikulskiego we Wrocławiu, natomiast nadzór nad działalnością Biblioteki w imieniu organizatora pełni Prezydent Miasta Świdnicy.
Biblioteka ma na celu upowszechnianie i ochronę kultury na terenie Świdnicy poprzez: gromadzenie, opracowywanie, przechowywanie i ochronę materiałów bibliotecznych, udostępnianie zbiorów, prowadzenie działalności informacyjnej, prowadzenie działalności bibliograficznej, popularyzację czytelnictwa.

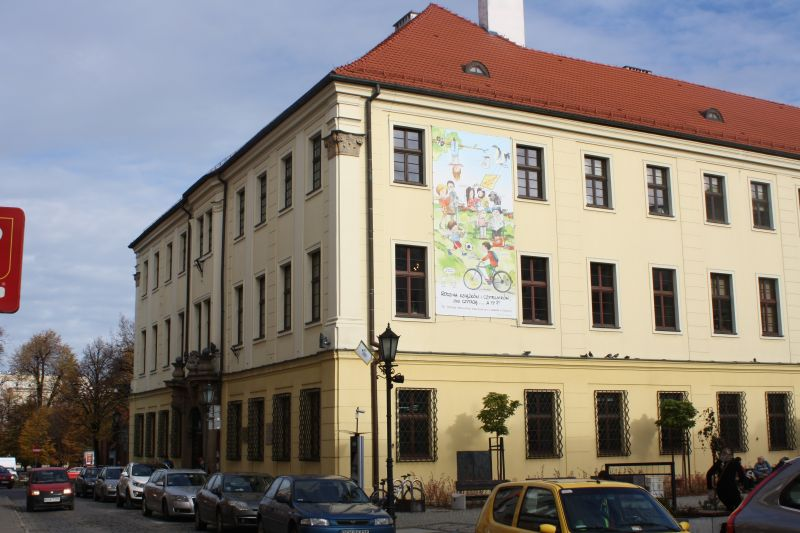
Miejska Biblioteka Publiczna w Świdnicy

## Historia
Miejska Biblioteka Publiczna w Świdnicy powstała 4 maja 1947 roku na mocy Dekretu o bibliotekach i opiece nad zbiorami. Była jedną z pionierskich instytucji kultury w mieście. Pierwsze komplety książek trafiły do zbiorów z Ministerstwa Oświaty poprzez Kuratorium Okręgu Szkolnego we Wrocławiu. Wiele książek było również darowiznami mieszkańców. W momencie otwarcia zbiór liczył 1159 egzemplarzy, został on udostępniony w jednoizbowym lokalu Ratusza. Lata 1949–1951 zaznaczają się lawinowym wzrostem odwiedzin i wypożyczeń. Dzienniki z tego okresu nierzadko notują 500 osób i 600 egzemplarzy wypożyczeń dziennie.
W 1951 r. otwarto (również w Ratuszu) pierwszy w województwie wrocławskim Oddział Dziecięcy, którego kierownikiem została pani Wanda Gaiska. W chwili otwarcia Oddział posiadał 950 książek dla dzieci i młodzieży. Otwarty był trzy razy w tygodniu po trzy godziny. Pracownicy oddziału dziecięcego nie tylko wypożyczali książki i zachęcali do czytania, ale również, wykorzystując nowoczesne wzorce pracy z dziećmi, pomagali w nauce, organizowali zabawy edukacyjne oraz imprezy czytelnicze, a także spotkania autorskie.
W 1952 r. w Szpitalu Miejskim w Świdnicy powstał punkt biblioteczny, który w 1967 roku przekształcił się w Filię nr 3. W dniu 8 marca 1954 r. otwarta została pierwsza filia MBP przy ul. Wrocławskiej 44.
Rok 1966 rozpoczął się wyprowadzeniem Biblioteki z Ratusza do większego lokalu w kamienicy Rynek 15. W 1967 r., w dwudziestą rocznicę powstania Miejskiej Biblioteki Publicznej, nadano jej imię Cypriana Kamila Norwida. 15 maja 1970 r. z okazji inauguracji Dni Świdnicy, na Osiedlu Młodych otwarto Filię nr 2.
W 1972 roku mieszkańcy otrzymali czytelnię mieszczącą się przy ul. Żeromskiego 13, z bogatym zbiorem książek naukowych i 105 tytułami czasopism fachowych, społeczno-kulturalnych i pism codziennych. Czytelnia cieszyła się dużą popularnością wśród mieszkańców, a kierowniczka pani Mirosława Rutkowska dbała o jej rozwój. Czytelnia stała się miejscem spotkań z czytelnikami.
23 maja 1983 r. Biblioteka otrzymała nową siedzibę przy ul. Siostrzanej, gdzie znalazła się Wypożyczalnia Główna, Czytelnie: Techniczna, Humanistyczna i Muzyczna, Dział Gromadzenia i Opracowania Zbiorów, Oddział Dziecięcy, biuro dyrektora, sekretariat i księgowość. Księgozbiór liczył 117 000 egzemplarzy, w tym 23 600 książek dla dzieci.
W 1984 uruchomiono w Czytelni Muzycznej Wypożyczalnię Książek Mówionych dla osób z upośledzeniem wzroku, a w końcu września w budynku Spółdzielni Mieszkaniowej przy ul. M. Curie Skłodowskiej otworzona została Filia nr 4. W sierpniu 1992 r. udało się minimalnymi kosztami otworzyć Filię nr 5 na osiedlu Kraszowice.
W połowie lat dziewięćdziesiątych z inicjatywy dyrektor Krystyny Barteli Miejska Biblioteka Publiczna rozpoczęła proces komputeryzacji prac bibliotecznych, budowę baz katalogowych książek i automatyzację procesów opracowania zbiorów w oparciu o darmowy program MAK otrzymany z Biblioteki Narodowej. Bibliotekarze stworzyli elektroniczny katalog zbiorów oraz bazę czytelników, co umożliwiło uruchomienie elektronicznego systemu wypożyczeń i zwrotów, a dla użytkowników internetu otwarto pracownię z dostępem do sieci www oraz pełnego asortymentu usług komputerowych.
W kwietniu 2005 roku biblioteka rozpoczęła pracę w nowym systemie komputerowym ALEPH, a wszystkie opisy katalogowe zamieszczone zostały w Dolnośląskim Zasobie Bibliotecznym. Zmianie uległa również dotychczasowa struktura organizacyjna biblioteki. Wszystkie czytelnie zostały połączone w jedną dużą Czytelnię Naukową i Czytelnię Czasopism, zmieniona została nazwa Oddziału Dziecięcego na Wypożyczalnię i Czytelnię dla Dzieci i Młodzieży, Wypożyczalnia dla Niewidomych została przeniesiona do Wypożyczalni Głównej. Powstały nowe działy – Informatorium i Katalogi oraz Wypożyczalnia Multimediów.

## Budynek
Od września 2005 roku Miejska Biblioteka Publiczna ma siedzibę w zabytkowym, odrestaurowanym budynku Pałacu Opatów krzeszowskich przy ul. Franciszkańskiej 18. Został on wzniesiony na początku XVIII w. Jest to jeden z najstarszych zabytków architektury barokowej w mieście. Budynek jest murowany, dwupiętrowy, założony na planie czworoboku z wewnętrznym dziedzińcem. Powstał jako rezydencja opatów z Krzeszowa, z fundacji Dominicusa Geyera. Budynek po krótkotrwałym użytkowaniu został odebrany cystersom i służył jako siedziba dowództwa armii pruskiej oraz skład broni. Mieścił się tu również urząd skarbowy. Po sekularyzacji pałac pełnił kolejno funkcję mieszkalną, biurową i przemysłową. Obecnie jest to cenny zabytek, w którym w dobrym stanie zachowały się elementy barokowego wystroju i dekoracja sztukatorska sklepień. Powrócił do dawnej świetności w wyniku remontu przeprowadzonego w latach 2003–2005, wówczas też został przekazany i zaadaptowany na potrzeby Miejskiej Biblioteki Publicznej w Świdnicy. Część dawnego wystroju rzeźbiarskiego eksponowana jest w Muzeum Narodowym we Wrocławiu.

### Struktura organizacyjna
W skład Miejskiej Biblioteki Publicznej w Świdnicy wchodzą:
- Wypożyczalnia dla dorosłych – posiada księgozbiór uniwersalny, liczący około 54 tys. woluminów
- Wypożyczalnia i czytelnia dla dzieci i młodzieży
- Wypożyczalnia multimediów – najmłodszy dział Biblioteki (płyty CD z muzyką, filmy, książki audio, kursy językowe, encyklopedie multimedialne, gry komputerowe)
- Czytelnia Naukowa i Czytelnia Czasopism – księgozbiór regionalny, naukowy i czasopisma.
- Dział Gromadzenia i opracowywania zbiorów – prowadzi zakupy książek i dokumentów multimedialnych; dokonuje opracowania formalnego (tworzy opis bibliograficzny) i rzeczowego (określa zawartość treściową) nabywanych dokumentów; wprowadza informacje o zbiorach do zintegrowanego katalogu Dolnośląskiego Zasobu Bibliotecznego; współuczestniczy w selekcji oraz okresowych inwentaryzacjach zasobów bibliotecznych.
- Pracownia regionalna – gromadzi i udostępnia wydawnictwa dotyczące Dolnego Śląska ze szczególnym uwzględnieniem Świdnicy i powiatu świdnickiego. Są to przede wszystkim książki, broszury, czasopisma, dokumenty życia społecznego (plakaty, ulotki informacyjne, widokówki) oraz cyfrowe materiały audiowizualne. Pracownia systematycznie tworzy bibliografię regionalną w systemie ALEPH, która dostępna jest na stronie www.dzb.pl.
- Dział Promocji Książki i Biblioteki[6].

### Filie MBP w Świdnicy
- Filia nr 1, ul. Wrocławska 44,
- Filia nr 2, ul. Kozara-Słobódzkiego 21,
- Filia nr 3, ul. Leśna 27-29
- Filia nr 5, ul. Kraszowicka 55

## Działalność Miejskiej Biblioteki Publicznej w Świdnicy
W Miejskiej Bibliotece Publicznej realizowany jest projekt Edukacji Czytelniczo-Medialnej. Celem działań jest zwiększenie kompetencji społeczeństwa w zakresie odbioru i tworzenia wartości literackich i kulturalnych. Biblioteka stara się stworzyć warunki do osiągnięcia dojrzałości i sprawności czytelniczej. Kształtuje postawę szacunku dla dziedzictwa kulturowego, a co za tym idzie, przygotowuje uczestników do aktywnego udziału w szeroko pojętej kulturze czytania. Projekt ten stanowi także wprowadzenie do świadomego odbioru i korzystania ze środków masowego przekazu oraz nowoczesnych technologii informatycznych. Pomaga rozpoznawać i rozumieć język mediów.
Biblioteka prowadzi również działalność wydawniczą. Wydawane są publikacje stanowiące integralną część podejmowanych zadań. Są to albumy towarzyszące wystawom, tomiki poezji i prozy przy okazji konkursów oraz publikacje będące efektem warsztatów. Warunki lokalowe biblioteki sprzyjają także organizowaniu wystaw (Galeria II piętro), wszelkiego typu spotkań oraz warsztatów.